# Micreune cassis
Micreune cassis är en insektsart som beskrevs av Buckton 1901. Micreune cassis ingår i släktet Micreune och familjen hornstritar. Inga underarter finns listade i Catalogue of Life.